# Dia dels Drets Lingüístics
El Dia dels Drets Lingüístics és una diada celebrada anualment el 4 de desembre al País Valencià i les Illes Balears en què es reivindiquen els drets lingüístics dels catalanoparlants i la normalització lingüística del català.

## Història

### Activitat
La diada va ser instaurada el 2013 al País Valencià per la Plataforma pels Drets Lingüístics al País Valencià (formada per diferents organitzacions) i més tard, el 2020, es va fer extensiva a les Illes Balears. Es va crear amb l'objectiu de «visualitzar les múltiples vulneracions d’aquests drets que sofreixen els ciutadans valencianoparlants».
El primer any, les entitats convocants van exposar el «Manifest pels drets lingüístics al País Valencià» davant de la Delegació del Govern d'Espanya a la Comunitat Valenciana, així com també el van presentar a les Corts Valencianes, el Síndic de Greuges del País Valencià, el Consell Valencià de Cultura, les tres diputacions provincials valencianes, el Congrés dels Diputats, el Parlament Europeu, l'Acadèmia Valenciana de la Llengua i l'Institut d'Estudis Catalans. També hi van presentar una guia sobre el tema titulada «Què cal fer davant d’una agressió lingüística». Des del 2014, cada any, els representants de la Plataforma pels Drets Lingüístics al País Valencià fa públic l'informe anual de denúncies relatives a aquests drets, i s'organitzen concentracions per a commemorar la diada.
El 2016, d'entre les propostes adreçades al president de les Corts Valencianes Enric Morera i el conseller de política lingüística Rubén Trenzano, es va fer èmfasi en la reobertura de ràdio i televisió pública en valencià i en la reciprocitat dels mitjans de comunicació d'altres territoris de parla catalana. El 2017, durant el segon govern de Rajoy, es van reunir novament davant la Delegació del govern espanyol a València per a demanar que es legislés explícitament la diversitat lingüística i cultural de l'Estat espanyol, tasca pendent tot i que s'havia de fer des que el 2001 s'havia signat la Carta europea de les llengües regionals o minoritàries. Així mateix, el 2020 una de les demandes dels col·lectius implicats va ser l'ingrés de la Generalitat Valenciana a l'Institut Ramon Llull.

### Organitzacions implicades
El 2013, la Plataforma pels Drets Lingüístics del País Valencià, propulsora de la diada, estava conformada pels següents grups: Acció Cultural del País Valencià, A Contracorrent, l'Associació Cívica Valenciana Tirant lo Blanc, el Bloc de l'Estudiantat Agermanat, les Comissions Obreres del País Valencià, la Coordinadora Obrera Sindical, Castelló per la Llengua, Ca Revolta, Compromís, la Confederació Gonzalo Anaya, l'Escola Valenciana, Esquerra Republicana del País Valencià, Esquerra Unida del País Valencià, FAPA-València (avui FAMPA-València), la Intersindical Valenciana, el Partit Socialista d'Alliberament Nacional, el Partit Socialista del País Valencià, la Societat Coral El Micalet, la Unió General de Treballadors del País Valencià i Els Verds del País Valencià. Tanmateix, des de la seva creació, la celebració ha rebut el suport d'altres organitzacions, com ara la Federació d’Instituts d’Estudis Comarcals, l'Associació d'Escriptors en Llengua Catalana, El Tempir, la Xarxa Vives d'Universitats, la Plataforma per la Llengua, el Sindicat d'Estudiants dels Països Catalans, ACICOM, la Plataforma pel Dret de Decidir i la Unió de Cooperatives d'Ensenyament Valencianes.
En l'àmbit institucional, la diada ha estat reconeguda per les Corts Valencianes en la IX Legislatura (2015-2019) i la X Legislatura (2019-2023) del País Valencià, com també per l'Oficina de Defensa dels Drets Lingüístics a les Illes Balears durant el Govern 2019-2023 —ens que, de fet, es va inaugurar el 4 de desembre del 2020, coincidint amb aquesta data. En el mateix sentit, el Dia dels Drets Lingüístics del 2016, la Conselleria d'Educació, Cultura i Esport de la Generalitat Valenciana va anunciar que l'any següent estrenaria l'Oficina de Drets Lingüístics del País Valencià. D'altra banda, pel que fa a organismes públics, han secundat la data assenyalada amb actes commemoratius la Universitat Jaume I, la Universitat de València, la Universitat d'Alacant (juntament amb l'Associació Cívica per la Normalització del Valencià de l'Alacantí) i l'Ajuntament de Castelló de la Plana.